# Charles III. de Croÿ

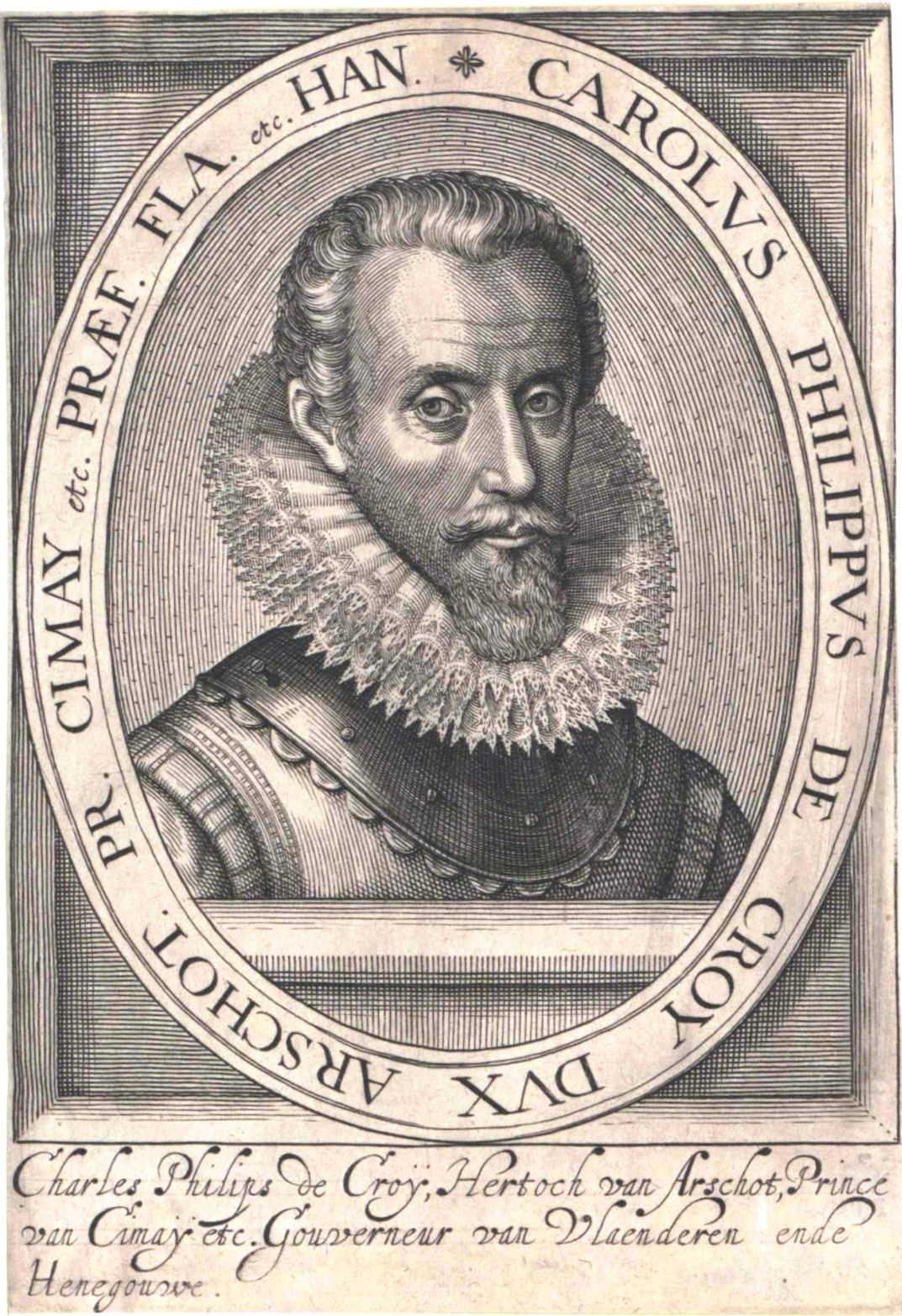
Charles III. de Croÿ

Charles III. de Croÿ (* 11. Juli 1560 auf Schloss Beaumont in der Grafschaft Hennegau; † 16. Januar 1612 in Beaufort-en-Artois) war 4. Herzog von Aarschot, 5. Fürst von Chimay, 3. Fürst von Porcéan, Marquis de Montcornet, 5. Graf von Beaumont, ein Befehlshaber und Statthalter in den Spanischen Niederlanden sowie ein bedeutender Kunstmäzen.

## Frühe Jahre
Charles de Croÿ stammte aus der Adelsfamilie Croÿ. Er war Sohn von Philippe III. de Croÿ und der Jeanne Henriette d’Halewyn. An der Universität Löwen erhielt er eine gute wissenschaftliche Ausbildung. Im Alter von sechzehn Jahren wurde er Leutnant im Regiment seines Vaters. Im Jahr 1577 wurde er dessen Stellvertreter in der Zitadelle von Antwerpen. Wie sein Vater unterstützte er die gemäßigt katholische Seite in der Unabhängigkeitsbewegung der Niederländer. Er half seinem Vater dabei, Erzherzog Matthias zum Generalstatthalter zu wählen. Mit diesem reiste er 1579 zum Pazifikationstag nach Köln, um dort die Interessen des Generalstatthalters zu vertreten. Croÿ trat zur calvinistischen Konfession über und begründete dies in einer Druckschrift. Am 14. September 1580 heiratete er Marie de Brimeu Gräfin von Megen, Tochter von Georges de Brimeu (Haus Brimeu) und Anna von Walthausen.
In der Folge leistete er verschiedentlich nützliche Dienste, so dass er 1582 zum Statthalter von Brügge und kurze Zeit später von ganz Flandern gewählt wurde.
Weil er nicht mit Wilhelm von Oranien übereinstimmte, begann er einen erneuten Seitenwechsel vorzubereiten. Er verhandelte mit Alessandro Farnese und schloss mit diesem einen Vertrag zur Übergabe von Brügge an die Spanier. In der Folge konnten diese ganz Flandern einnehmen. Nachdem er 1584 seine Frau verlassen hatte, trat er wieder zum Katholizismus über.

## In spanischen Diensten

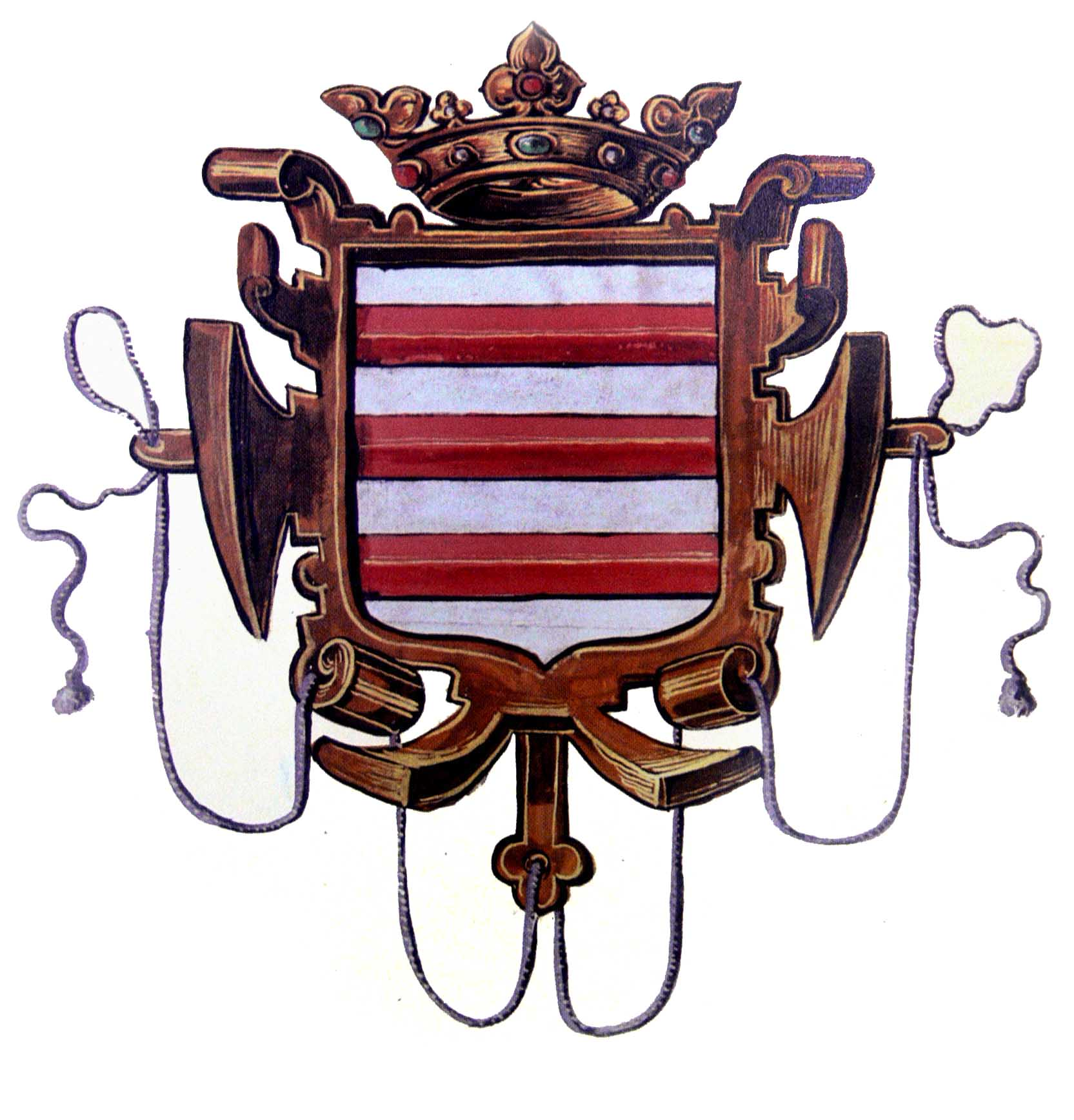
Wappen für Charles de Croÿ aus dem Album de Croÿ

Croÿ trat in die Dienste Spaniens. Zusammen mit Farnese war er 1585 an der Einnahme von Mechelen, Brüssel und Antwerpen beteiligt. Im Jahr 1586 war er an der Einnahme von Venlo und Neuss beteiligt. Er befehligte eine Armee, die 1588 dem Kölner Kurfürsten Ernst von Bayern im Kölnischen Krieg zur Hilfe eilte. Im Verlauf dieses Feldzuges wurde Bonn sechs Monate belagert und danach von den Truppen Croÿs eingenommen. Er wurde 1590 Kommandant sämtlicher Ordonanzkompanien und war an der Eroberung von Lagny und Corbeil beteiligt. Auch in der Folge nahm er an zahlreichen Schlachten und Belagerungen teil. Im Jahr 1591 wurde er Gouverneur im Hennegau. Er hat 1594 eine Meuterei  unterdrückt, die für die Macht der Spanier hätte gefährlich werden können. Im selben Jahr wurde er in den Reichsfürstenstand aufgenommen.
In der Folge kämpfte er erneut in zahlreichen Schlachten und Belagerungen. Er wurde 1596 Statthalter von Artois und verteidigte die Provinz gegen eine französische Armee. Er trieb die gegnerische Armee über die Somme und nahm den Franzosen verschiedene Städte ab. Den Befehl übergab er an Albrecht VII. von Österreich. Zusammen mit dem Erzherzog entsetzte er die Stadt Amiens.
Nachdem Franzosen und Spanier 1598 Frieden von Vervins geschlossen hatten, ging er als Geisel und Beauftragter der (spanischen) niederländischen Regierung nach Frankreich. In dieser Zeit erreichte er, dass König Heinrich IV. Croÿ zum Herzogtum erhob. Kurze Zeit später kehrte er in die Niederlande zurück. Er wurde Geheimer Rat und Ritter vom Goldenen Vlies. Im Jahr 1600 wurde er niederländischer Staatsrat. Als Freiwilliger war er 1601 beim Entsatz der Stadt Breda beteiligt. Im Jahr 1605 heiratete er seine Cousine Dorothée de Croÿ, eine Tochter von Charles Philippe de Croÿ.

## Förderer der Künste
Neben seiner militärischen und politischen Tätigkeit trat Croÿ als Förderer der Künste auf. Er ließ die Schlösser von Heverlee, Chimay, Beaumont und Comines zeitgenössisch umbauen. Den Stadtpalast in Brüssel ließ er neu erbauen und in der Nähe einen prachtvollen Garten anlegen. Auf seine Kosten wurde das Kloster in Hevelee, das unter den Kriegen stark gelitten hatte, wieder hergestellt.
Vor allem die Schlösser Beaumont und Heverlee bei Löwen wurden Zentren der Kunst. Croÿ besaß eine Sammlung von über 2000 Gemälden von unterschiedlichen Malern. Darunter waren Werke von Hieronymus Bosch, Albrecht Dürer und Tizian. Außerdem hatte er eine Sammlung von Münzen und Medaillen. Vor allem legte er eine gewaltige Bibliothek an. Diese war seinerzeit die größte Büchersammlung in den Niederlanden. Schloss Heverle ließ er mit Wandmalereien nach antiken Vorbildern ausmalen. Er ließ seine Besitzungen kartieren und zeichnen. Es entstand so zwischen 1596 und 1609 das Album de Croy aus 23 Bänden. Es enthält mehr als 2500 auf Pergament gemalte Ansichten.
Croÿ starb ohne legitime Erben. Der Besitz fiel an seine Schwester Anna, die mit Charles de Arenberg verheiratet war. Damit gingen auch die Titel der Herzöge von Aarschot auf die Familie Arenberg über.